# Citizen Lab
Citizen Lab est un laboratoire interdisciplinaire de la Munk School à l'Université de Toronto au Canada.

## Travaux
Citizen Lab étudie principalement les dangers autour du contrôle de l'information constituant une menace pour la liberté et pour les droits de l'homme, tels que la censure d'Internet, la surveillance commerciale ou les attaques visant des citoyens.
Dès 2016, il publie plusieurs rapports sur Pegasus, un logiciel espion développé par NSO Group. En 2017, Pegasus est utilisé pour espionner des dirigeants, journalistes, avocats et défenseur des droits de l'homme au Mexique. De nouveaux éléments sont apportés en juillet 2021, dans le cadre des révélations du projet Pegasus.
En 2018, il révèle que Netsweeper, Inc, une société canadienne, fournit des outils de surveillance à une dizaine de pays dont l'Afghanistan, Bahrein, l'Inde, le Koweït, le Pakistan, le Qatar, la Somalie, le Soudan, les Émirats arabes unis ou le Yémen. Ces outils sont principalement utilisés pour bloquer du contenu LGBT,.
En 2020, il révèle l’existence de Dark Basin, un groupe de pirates mercenaires soupçonnés d'avoir travaillé pour Wirecard et ExxonMobil.
En juin 2021, il collabore avec Microsoft pour réaliser une enquête approfondie des attaques informatiques de la société israélienne Candiru et corriger des failles de sécurité.
En février 2022, il a montré, ce qui a été indépendamment confirmé par Amnesty International, que trois militants, un avocat, un journaliste en ligne et un conseiller en santé mentale, ont été infectés par le Spyware Pegasus de NSO Group entre juin et septembre 2021 à Bahreïn. Le Royaume de Bahreïn avait déjà été désigné comme un client potentiel de groupe NSO par le Consortium du projet Pegasus, avec des centaines de numéros de téléphone bahreïni inclus dans une liste de 50 000 cibles Pegasus potentielles,.
En avril 2023, selon Citizen Lab, un nouveau logiciel espion, créé par l’entreprise israélienne QuaDream Ltd fondée par un ancien membre de la société NSO Group, a été utilisé pour cibler des journalistes et des personnalités politiques dans plusieurs pays.